# Sân bay Bolzano
Sân bay Bolzano (IATA: BZO, ICAO: LIPB) là một sân bay ở rất gần thành phố Bolzano ở vùng Trentino-Alto Adige/Südtirol đông bắc Italia. Các tuyến bay ở đây chủ yếu nối Roma và Milano, ngoài ra có nhiều tuyến thuê bao khác nối với các điểm đến ở châu Âu trong mùa Đông. Đường băng dài 1275 m.

## Các hãng bay theo lịch trình
- Air Alps (Milan-Malpensa), (Rome-Fiumicino)

## Các hãng thuê bao
- Inghams (Birmingham), (Dublin), (London-Gatwick), (Manchester)
- Falk-Tours (Dortmund), (Hannover)
- Lauda Air (Vienna)